# 卡尔滕韦斯特海姆
卡尔滕韦斯特海姆（德語：Kaltenwestheim，發音：[ˌkaltn̩ˈvɛsthaɪm]）是德国图林根州施马尔卡尔登-迈宁根县曾经的一个市镇，面积19.43平方千米，2017年12月31日人口为905人。2019年1月1日，卡尔滕韦斯特海姆与另外5个市镇并入市镇卡尔滕诺德海姆。